# Gilbert (Arkansas)
Gilbert est un village situé dans l’État américain de l'Arkansas, dans le comté de Searcy.